# فخ (غناباد)
فخ (بالفارسية: فخ) هي قرية تقع في قسم كاخك الريفي في إيران. يقدر عدد سكانها بـ 62 نسمة .